# Loriquet
Pour les articles homonymes, voir Loriquet (homonymie).
Taxons concernés
Les espèces des genres
- Psitteuteles
- Trichoglossusmodifier

Les Loriquets sont des oiseaux de la sous-famille des Loriinae vivant en Australasie qui comporte aussi les loris. Ce terme, comme lori, dérive vraisemblablement du terme malais nori, via le néerlandais lory ou lori.  Le terme « lori » s'est fixé en français grâce à un ouvrage de zoologie  en latin, Synopsis methodica Avium et Piscium, rédigé en 1713 par le naturaliste anglais John Ray.

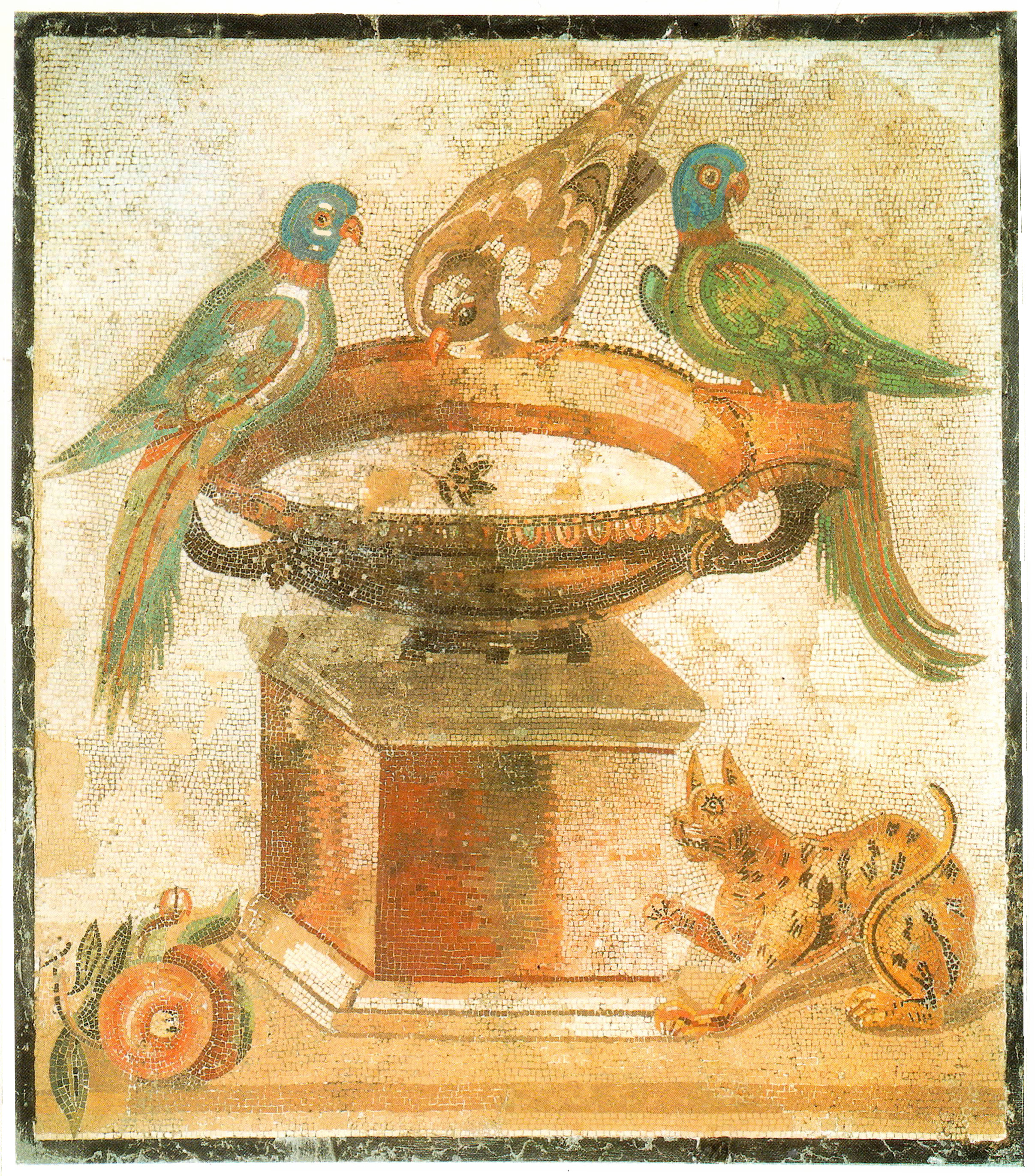
Couple de loriquets entourant une tourterelle et surveillé par un serval (mosaïque du Mithraeum de Santa Maria Capua Vetere), prouvant les liens commerciaux antiques entre la péninsule italienne, l'Afrique orientale et l'Asie du Sud-Est via le « Périple de la mer Érythrée ».

Ce sont des animaux aux plumages colorés. En général, le terme loriquet est utilisé pour décrire les espèces avec une longue queue « conique », alors que l'appellation lori est employée pour les espèces ayant une queue courte et arrondie.
Il est à noter qu'il n'y a pas correspondance des termes « lori » et « loriquet » en français et des termes « Lory » et « lorikeets » en anglais, par exemple les espèces du genre Charmosyna sont appelées « lori » en français et « lorikeets » en anglais.

## Liste des espèces
- Loriquet orné — Trichoglossus ornatus (Linnaeus, 1758)
- Loriquet de Forsten ou Loriquet à face bleue — plusieurs sous espèces de Trichoglossus forsteni Bonaparte, 1850
- Loriquet de Weber ou Loriquet de Flores — Trichoglossus weberi (Buttikofer, 1894)
- Loriquet d'Edward ou Loriquet casqué — plusieurs sous-espèces de Trichoglossus capistratus (Bechstein, 1811)
- Loriquet à tête bleue — plusieurs sous-espèces de Trichoglossus haematodus (Linnaeus, 1771)
- Loriquet arc-en-ciel — Trichoglossus moluccanus (Gmelin, 1788)
- Loriquet à col rouge — Trichoglossus rubritorquis Vigors & Horsfield, 1827  —
- Loriquet eutèle — Trichoglossus euteles (Temminck, 1835)
- Loriquet jaune et vert — plusieurs sous-espèces de  Trichoglossus flavoviridis Wallace, 1863
- Loriquet de Johnstone — Trichoglossus johnstoniae Hartert, 1903
- Loriquet de Ponapé — Trichoglossus rubiginosus (Bonaparte, 1850)
- Loriquet vert — Trichoglossus chlorolepidotus (Kuhl, 1820)
- Loriquet versicolore — Psitteuteles versicolor (Lear, 1831)
- Loriquet iris — plusieurs sous espèces de Psitteuteles iris (Temminck, 1835)
- Loriquet de Goldie — Psitteuteles goldiei (Sharpe, 1882)